# Salar de Ollagüe
El salar de Ollagüe es un salar ubicado en el límite entre Bolivia y Chile, al oeste del departamento de Potosí y al noreste de la Región de Antofagasta.
En general se entiende también bajo ese nombre a la cuenca endorreica cuyo plano de equilibrio es el salar.

## Características
Este salar tiene unas dimensiones de 17 kilómetros de largo por 11 kilómetros de ancho y una superficie de 133 km², compartidos por Bolivia y Chile. Colinda al este con otro gran salar: el de Chiguana, y al norte con otro más pequeño: el de Laguani. A sus pies se ubica el poblado chileno de Ollagüe.

## Clima
Toda la porción del territorio que comprende el salar de Ollagüe se ubica dentro de un  clima árido frío (BWk), según la clasificación del clima de Köppen, con dos estaciones climáticas durante el año, el invierno chileno y las lluvias convectivas estivales denominado también "invierno altiplánico", con una fuerte oscilación térmica caracterizada por temperaturas que se mueven entre -23 °C y 25 °C, y con vientos que alcanzan, en promedio, los 60 km/h. Existen precipitaciones ocasionales durante el año principalmente durante el "invierno altiplánico".

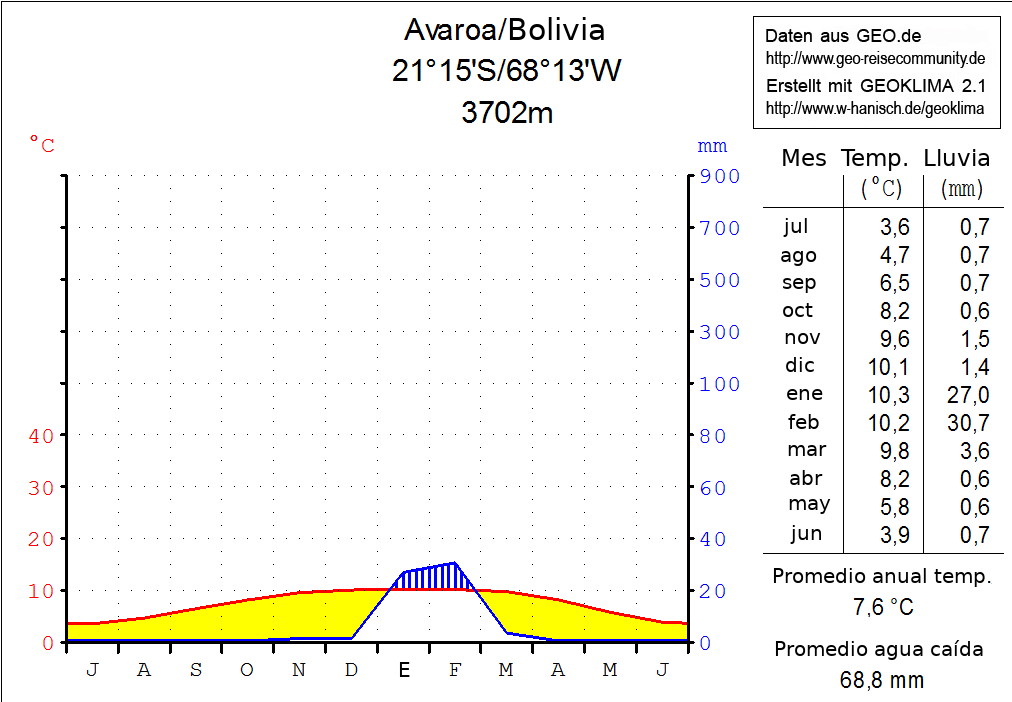
Climograma de la Estación Avaroa (Bolivia), cerca de 4 km de Ollagüe. Fuente: GeoKLIMA

| Parámetros climáticos promedio de Ollagüe | Parámetros climáticos promedio de Ollagüe | Parámetros climáticos promedio de Ollagüe | Parámetros climáticos promedio de Ollagüe | Parámetros climáticos promedio de Ollagüe | Parámetros climáticos promedio de Ollagüe | Parámetros climáticos promedio de Ollagüe | Parámetros climáticos promedio de Ollagüe | Parámetros climáticos promedio de Ollagüe | Parámetros climáticos promedio de Ollagüe | Parámetros climáticos promedio de Ollagüe | Parámetros climáticos promedio de Ollagüe | Parámetros climáticos promedio de Ollagüe | Parámetros climáticos promedio de Ollagüe |
| Mes                                       | Ene.                                      | Feb.                                      | Mar.                                      | Abr.                                      | May.                                      | Jun.                                      | Jul.                                      | Ago.                                      | Sep.                                      | Oct.                                      | Nov.                                      | Dic.                                      | Anual                                     |
| ----------------------------------------- | ----------------------------------------- | ----------------------------------------- | ----------------------------------------- | ----------------------------------------- | ----------------------------------------- | ----------------------------------------- | ----------------------------------------- | ----------------------------------------- | ----------------------------------------- | ----------------------------------------- | ----------------------------------------- | ----------------------------------------- | ----------------------------------------- |
| Temp. máx. media (°C)                     | 25.0                                      | 24.9                                      | 24.4                                      | 23.5                                      | 22.5                                      | 21.9                                      | 21.2                                      | 22.8                                      | 23.5                                      | 24.4                                      | 24.8                                      | 24.9                                      | 23.7                                      |
| Temp. mín. media (°C)                     | 7.6                                       | 7.8                                       | 6.4                                       | 3.6                                       | -4.3                                      | -9.8                                      | -14.5                                     | -7.5                                      | -2.8                                      | 6.8                                       | 8.9                                       | 7.8                                       | 0.8                                       |
| Fuente: MSN El Tiempo                     |                                           |                                           |                                           |                                           |                                           |                                           |                                           |                                           |                                           |                                           |                                           |                                           |                                           |